# Cray Blitz
Cray Blitz va ser un programa d'escacs per ordinador escrit per Robert Hyatt, Harry L. Nelson i Albert Gower per executar-se amb el superordinador Cray. Es va derivar de "Blitz", un programa en el qual Hyatt va començar a treballar com a estudiant de grau. "Blitz" va jugar el seu primer moviment a la tardor de 1968, i es va desenvolupar contínuament des d'aquell moment fins aproximadament l'any 1980, quan Cray Research va decidir patrocinar el programa. Cray Blitz va participar en esdeveniments d'escacs informàtics des de 1980 fins a 1994 quan es va celebrar l'últim Campionat d'escacs informàtic nord-americà a Cape May, Nova Jersey. Cray Blitz va guanyar diversos esdeveniments d'escacs per ordinador de l'ACM, i dos Campionats del món d'escacs per ordinador consecutius, el primer el 1983 a la ciutat de Nova York, i el segon el 1986 a Colònia, Alemanya.
El programa Crafty és el successor de Cray Blitz i encara està actiu i en desenvolupament.